# Мурата (Сан-Марино)
Мурата (італ. Murata) — село (італ. curazia) в центрі Сан-Марино. Територіально належить до муніципалітету Сан-Марино і є найбільшим за чисельністю мешканців селом.
Село розташоване на пагорбах між Сан-Марино та Фйорентіно.
Село має власний футбольний клуб — Мурата.